# André Zucca
André Zucca (* 1897 in Paris; † 1973 in Paris-Montmartre) war ein französischer Fotograf.

## Leben
Als Sohn einer italienischen Schneiderin in Paris geboren, fotografierte er zunächst Schauspieler, später wurde er Fotoreporter, unter anderem für die Paris-Soir. In der Zeit der Besetzung Frankreichs durch die Wehrmacht fotografierte er im Auftrag der NS-Soldatenzeitschrift Signal Straßenszenen, unter anderem im besetzten Paris (in Agfacolor). Neben Paris reiste er in die Provinz und sammelte eine einzigartige Farbdokumentation, deren Interesse und ästhetische Werte von der deutschen Propaganda genutzt wurden. Er durchstreifte sowohl die schönen als auch die ärmeren Stadtviertel und zeichnete ein Bild der Hauptstadt, das den Erwartungen seines Auftraggebers und seinen eigenen ästhetischen Ansprüchen entsprach. Kritiker sehen in ihm einen Kollaborateur. 1944 fotografierte Zucca die Befreiung von Paris. Als Kriegsberichterstatter schloss er sich der 1. Armee von General de Lattre de Tasssigny an. Zucca wurde im Oktober 1944 als Kollaborateur verhaftet, dann jedoch nach Fürsprache eines führenden Résistance-Mitglieds freigelassen. Zucca eröffnete ein kleines Fotogeschäft in der Stadt Dreux und verstarb 1973.
Die Pariser Historische Bibliothek (Bibliothèque historique de la Ville de Paris) erwarb 1986 seinen Nachlass von 6.000 Schwarzweiß- und 1058 Farb-Dia-Aufnahmen. 2008 wurden im Rahmen der Ausstellung „Die Pariser unter der Besatzung“ 270 Bilder aus den Jahren 1941 bis 1944 erstmals öffentlich gezeigt. Im Verlag Gallimard erschien dazu ein Ausstellungskatalog.
Sein Sohn war der Regisseur Pierre Zucca (1943–1995).

## Belege
1. ↑  Biographie d’André Zucca (1897-1973) | Musée de la Libération Leclerc Moulin. Abgerufen am 24. November 2023 (französisch).
2. ↑  Albrecht Betz: Schwarze Jahre auf Farbfilm. In: Deutschlandfunk online, 21. April 2008 (online)
3. ↑  Johannes Wetzel: Streit in Paris um idyllische Nazifotos. In: Die Welt, 25. April 2008 (online)
4. ↑  Biographie d’André Zucca (1897-1973) | Musée de la Libération Leclerc Moulin. Abgerufen am 24. November 2023 (französisch).
5. ↑  Hans Michael Kloth: Sensationeller Foto-Fund. In: Spiegel Online. 26. April 2008, abgerufen am 27. Januar 2024.
6. ↑  Daniela Kneißl: Rezension zu: Des Parisiens sous l'occupation. 17. Juli 2021, abgerufen am 17. Juli 2021.

| Personendaten    | Personendaten          |
| ---------------- | ---------------------- |
| NAME             | Zucca, André           |
| KURZBESCHREIBUNG | französischer Fotograf |
| GEBURTSDATUM     | 1897                   |
| GEBURTSORT       | Paris                  |
| STERBEDATUM      | 1973                   |
| STERBEORT        | Montmartre             |